# Triumph Adler Alphatronic PC P3
Triumph Adler Alphatronic PC модел P3 је професионални рачунар, производ фирме Triumph Adler који је почео да се израђује у Немачкој током 1982. године.
Користио је 8085A као централни микропроцесор а RAM меморија рачунара Alphatronic PC моделима P3 је имала капацитет од 64 KB. 
Као оперативни систем кориштен је MOS, CP/M.

## Детаљни подаци
Детаљнији подаци о рачунару Alphatronic PC модел P3 су дати у табели испод.
|                       |                                                                             |
| [ 1 ]                 |                                                                             |
| Произвођач            |                                                                             |
| Тип                   | професионални рачунар                                                       |
| Меморија              | 64 KB                                                                       |
| Поријекло             | Њемачка                                                                     |
| Година                | 1982                                                                        |
| Тастатура             | тастатура са пуним помаком тастера са одвојеним едит и нумеричким секцијама |
| Процесор              |                                                                             |
| Фреквенција процесора | непознато                                                                   |
| RAM                   | 64 KB                                                                       |
| ROM                   | 6 KB                                                                        |
| Текст                 | 80 x 24 (12-инчни монитор)                                                  |
| Графика               | непознато                                                                   |
| Боја                  | непознато (монохроматски монитор)                                           |
| Звук                  | непознато                                                                   |
| Димензије             | непознато                                                                   |
| Портови               |                                                                             |
| Оперативни систем     |                                                                             |